# Стена (боевой порядок)
«Стена́» — вид боевого построения древнерусского войска, распространённый в Киевской Руси в X—XI веках и представлявший собой сплошной фалангообразный строй тяжеловооружённой пехоты глубиной 8—20 шеренг.
Перед фронтом «стены» выставлялась лёгкая пехота с метательным оружием, а фланги прикрывались кавалерией.
Строевая формация «стена» обеспечивала монолитность и сплочённость боевого порядка, а также давала возможность нанести мощный фронтальный удар в наступлении и/или добиться высокой устойчивости в обороне. Уязвимым местом «стены», при отсутствии конницы, были фланги и тыл. Как правило, эти недостатки компенсировались увеличением глубины боевого порядка и построением в две линии, когда вторая линия при угрозе с тыла могла изменить направление фронта на противоположное.
Боевое построение своих сил «стеной» на протяжении многочисленных походов и войн активно использовал киевский князь Святослав Игоревич, однако в XI веке она была вытеснена строем «полчный ряд».